# Akakios von Konstantinopel
Akakios von Konstantinopel († 489; auch: Acacius von Konstantinopel) war Kirchenpolitiker und ab 471 Patriarch von Konstantinopel. 
Zentrales Problem in der Amtszeit des Akakios war die theologische Auseinandersetzung zwischen Orthodoxen und Monophysiten, die sich um die christologische Frage des Verhältnisses der göttlichen und menschlichen Natur Christi zueinander drehte. Die Monophysiten sahen in den Beschlüssen des Konzils von Chalkedon von 451, wonach die göttliche und die menschliche Natur Christi „unvermischt und ungetrennt“ existierten, einen nestorianischen Irrglauben. 
Da der Monophysitismus in Ägypten und im Orient stark verbreitet war, drohte im Oströmischen Reich eine staatsgefährdende Glaubensspaltung, der der Kaiser in Konstantinopel entgegenzuwirken suchte. Akakios unterstützte ihn dabei, indem er eine Glaubensformel, das Henotikon verfasste, das 482 veröffentlicht wurde. Darin wurden der in den vorcalchedonischen Konzilien gefundene Konsens festgehalten, Nestorios und Eutyches verdammt und die so genannten 12 Kapitel des Kyrill von Alexandria anerkannt, gerade die strittigen Fragen aber bewusst ausgeklammert. Diese Taktik führte jedoch nur zu weiterer Unzufriedenheit: Die Monophysiten bestanden auf der expliziten Erwähnung der für sie zentralen Glaubensvorstellungen, während man in Rom in der Formel ein zu großes Entgegenkommen und die Abkehr von erreichten Positionen sah. Die Beziehungen zwischen dem römischen Papst und dem Patriarchen in Konstantinopel waren ohnehin bereits belastet dadurch, dass in Chalcedon für den Patriarchen von Konstantinopel eine Sonderstellung vereinbart wurde und Akakios 482 bei der Besetzung des Patriarchats von Alexandria, das zwischen Petros III. Mongos und Talaia umstritten war, Partei für Ersteren nahm, womit Akakios in den Augen von Papst Felix II. seine Kompetenzen überschritt. Die Auseinandersetzung eskalierte also und Papst Felix II. reagierte schließlich auf das Henotikon mit der Verhängung des Anathemas gegen Akakios, der sich gegen den Heiligen Geist und die apostolische Autorität versündigt habe. Dies erzeugte das erste große Schisma (so genanntes Akakianisches Schisma) zwischen der morgen- und der abendländischen Kirche. Das Anathema verbot den Umgang mit dem gebannten Patriarchen, was aber im Osten ignoriert wurde. In der Frage des alexandrinischen Patriarchats setzte sich Petros Mongos durch, während Joannes Talaia, der Favorit Roms, mit dem Bistum Nola Vorlieb nahm. Im Oströmischen Reich setzten derweil Akakios und Kaiser Zeno alles daran, das Henotikon auch gegen den Widerstand der Monophysiten durchzusetzen. Mit dem Tod des Akakios im Jahr 489 und dem kurz darauf erfolgten Tod des Kaisers (491) und Joannes Talaias (nach 492) schieden die engagiertesten Verfechter des Henotikons von der Bühne, und eine Beilegung des Schismas wurde in Erwägung gezogen. Doch erst 519 hob Justin I. das Henotikon auf.
Akakios wird in der orthodoxen Kirche als Märtyrer geehrt, sein Gedenktag ist der 21. Juli. In der koptisch-orthodoxen Kirche wird er ebenfalls als Heiliger verehrt, hier ist sein Gedenktag der 26. November.